# Wiktorowo (województwo podlaskie)
Wiktorowo – wieś w Polsce położona w województwie podlaskim, w powiecie siemiatyckim, w gminie Perlejewo.
W latach 1975–1998 miejscowość należała administracyjnie do województwa łomżyńskiego.
Wierni kościoła rzymskokatolickiego należą do parafii św. Jana Chrzciciela w Grannym.

## Historia
Folwark Wiktorowo powstał na gruntach folwarku Kabaćki. Założyła go po roku 1860 Wanda z Ossolińskich Potocka i nazwała go od imienia ojca. Należał do dóbr Rudka. 
W końca XIX wieku w Wiktorowie było 465 ½ dziesięcin gruntów, w tym 187 dziesięcin nieużytków. Wiktorowo należało do gminy Skórzec.
Majątek o powierzchni 260 ha był dzierżawiony przez Kazimierza Jastrzębskiego, który około roku 1905 został jego właścicielem.
W 1915 roku rodzina Jastrzębskich została przesiedlona w głąb Rosji. W czasie I wojny światowej opuszczonym majątkiem opiekowała się gmina Skórzec. Po wojnie Jastrzębscy mieszkali w ocalałych czworakach. W 1921 r. budynek ten zamieszkiwało 48 osób.
W 1933 r. zmarł Kazimierz Jastrzębski senior. Majątek spłacał syn Antoni, który był klasyfikatorem gruntów w województwie białostockim. Przed wojną zbudowano tu duży ceglany dwór. Zarządzała nim Celina Kosarzewska, kuzynka Jastrzębskich. W pobliżu znajdowały się: czworaki przeznaczone dla parobków, stajnie, stodoły oraz piwnice, magazynki i obory zbudowane z kamienia.

## Zabytki
- zespół dworski, po 1920, nr rej.:219 z 16.12.1985
  - dwór murowany Antoniego Jastrzębskiego z 1929 roku. Ma dwie kondygnacje, trzy wejścia frontowe obudowane gankiem z kolumnami i tarasem powyżej. Otoczony jest sadem. Dwór w ruinie.
  - park z brukowaną aleją dojazdową[12].